# Singenrain
Singenrain ist ein Gemeindeteil des Marktes Schondra im unterfränkischen Landkreis Bad Kissingen in Bayern.

## Geographische Lage
Das Kirchdorf Singenrain liegt südöstlich von Schondra. Die durch den Ort verlaufende Kreisstraße KG 34 mündet in südöstlicher Richtung in die Staatsstraße 2290 und führt westwärts die A 7 unterquerend nach Schondra. Am Ort vorbei führt in Nord-Süd-Richtung die A 7 zur Anschlussstelle 95 Bad Brückenau/Wildflecken im Norden und zur Anschlussstelle 96 Bad Kissingen/Oberthulba im Süden von Singenrain.

## Geschichte
Die erste bekannte Erwähnung Singenrains stammt aus dem Jahr 1356. Der Ortsname könnte sich von einem ersten Siedler namens Sinicho ableiten oder von der Tatsache, dass der Ort durch (Brand-)Rodung entstand.
Im Jahr 1439 veräußerte Carl von Thüngen Singenrain durch Tausch an das Kloster Thulba, bis der Ort im Jahr 1575 wieder von den Herren von Thüngen zurückgekauft wurde. Im Jahr 1618 kam der Ort in den Besitz der Herren von Erthal, im Jahr 1660 wieder in den des Klosters Thulba.
Am 4. Juni 1950 wurde die örtliche St. Maria von Fatima-Kirche eingeweiht. Am 1. Mai 1978 wurde Singenrain im Rahmen der Gebietsreform in Bayern nach Schondra eingemeindet.